# ميجومو تامورا
ميجومو تامورا (باليابانية: 田村 恵) (مواليد 10 يناير 1927)، هو لاعب كرة قدم ياباني سابق كان يلعب كمدافع. سبق له أن لعب مع منتخب اليابان.

## وصلات خارجية
- ميجومو تامورا على موقع ناشيونال فوتبول تيمز (الإنجليزية)

- National Football Teams
- Japan National Football Team Database